# Queen Rocks
„Queen Rocks“ е компилация на британската рок група Куийн издадена през 1997 година. Изборът на песни в албума е от по „тежките“ композиции на групата. Също така съдържа една нова песен „No-One but You (Only the Good Die Young)“, която е създадена за соло албума на Брайън Мей „Another World“ (1998). Това е последният студиен запис от 1990 година с участието на Брайън Мей, Роджър Тейлър и Джон Дийкън и първият без Фреди Меркюри.
Албумът е уникален, тъй като умишлено не следва стандартните компилации от типа на най-доброто. Все пак някои от техните хитове, като „We Will Rock You“ и „Fat Bottomed Girls“ са включени заедно с други песни, които не са били издавани като сингли („Put Out Fire“ и „Sheer Heart Attack“). „Queen Rocks“ също така съдържа римейк на поп рок песента „I Can't Live With You“, с много по-силни и по-тежки китари и по-агресивни барабани.

## Списък на песните
1. „We Will Rock You“ (Мей)
2. „Tie Your Mother Down“ (сингъл версия) (Мей)
3. „I Want It All“ (сингъл верси) (Куийн (Мей))
4. „Seven Seas of Rhye“ (Меркюри])
5. „I Can't Live with You“ (1997) (Куийн (Мей))
6. „Hammer to Fall“ (Мей)
7. „Stone Cold Crazy“ (Дийкън, Мей, Меркюри, Тейлър)
8. „Now I'm Here“ (Мей)
9. „Fat Bottomed Girls“ (Мей)
10. „Keep Yourself Alive“ (Мей)
11. „Tear It Up“ (Мей)
12. „One Vision“ (Куийн)
13. „Sheer Heart Attack“ (Тейлър)
14. „I'm in Love with My Car“ (сингъл верси) (Тейлър)
15. „Put Out the Fire“ (Мей)
16. „Headlong“ (Куийн (Мей))
17. „It's Late“ (Мей)
18. „No-One but You (Only the Good Die Young)“ (Мей)

### Видео версия
Видео версията на албума включва малко по-различни видео кадри за всички песни.
1. „I Want It All“
2. „We Will Rock You“
3. „Keep Yourself Alive“
4. „Fat Bottomed Girls“
5. „Sheer Heart Attack“
6. „I’m In Love With My Car“
7. „It’s Late“
8. „Tie Your Mother Down: Through the Years“
9. „Seven Seas of Rhye“
10. „Put Out the Fire“
11. „One Vision (extended)“
12. „Makings of No-One But You“

## Състав
- Фреди Меркюри: водещи и беквокали, пиано
- Брайън Мей: китари, клавиши
- Роджър Тейлър: барабани
- Джон Дийкън: бас

|  | Тази страница частично или изцяло представлява превод на страницата Queen Rocks в Уикипедия на английски. Оригиналният текст, както и този превод, са защитени от Лиценза „Криейтив Комънс – Признание – Споделяне на споделеното“, а за съдържание, създадено преди юни 2009 година – от Лиценза за свободна документация на ГНУ. Прегледайте историята на редакциите на оригиналната страница, както и на преводната страница, за да видите списъка на съавторите. ВАЖНО: Този шаблон се отнася единствено до авторските права върху съдържанието на статията. Добавянето му не отменя изискването да се посочват конкретни източници на твърденията, които да бъдат благонадеждни. |